# Xã Lamar, Quận Yell, Arkansas
Xã Lamar (tiếng Anh: Lamar Township) là một xã thuộc quận Yell, tiểu bang Arkansas, Hoa Kỳ. Năm 2010, dân số của xã này là 1.087 người.